# Tongjiang (Bazhong)

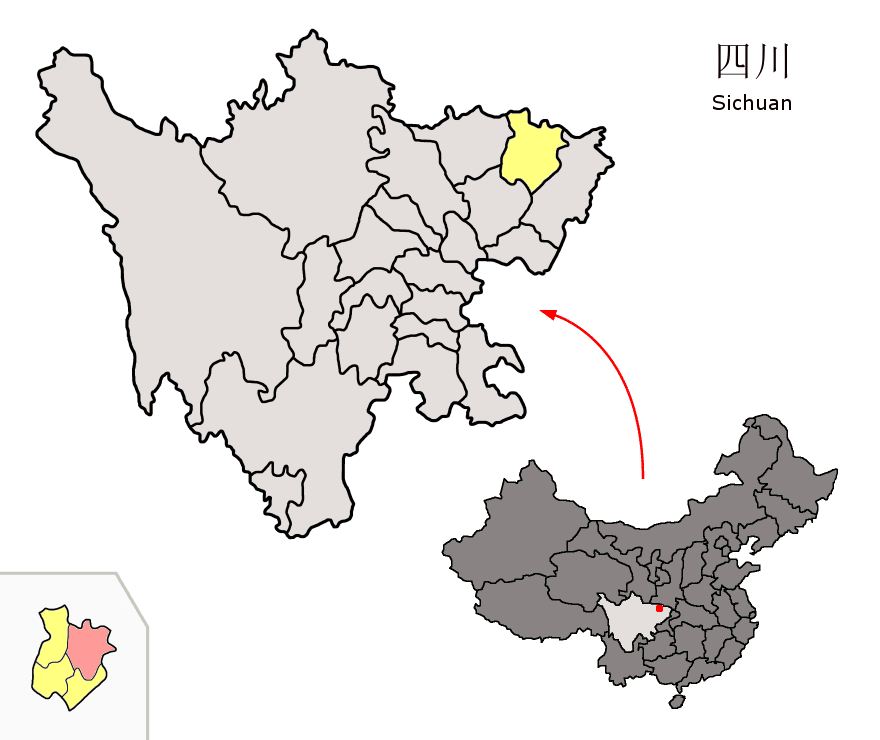
Lage des Kreises Tongjiang (rosa) im Gebiet der Stadt Bazhong (gelb).

Tongjiang (通江县,  Tōngjiāng Xiàn) ist ein Kreis der bezirksfreien Stadt Bazhong in der chinesischen Provinz Sichuan. Die Fläche beträgt 4.104 Quadratkilometer und die Einwohnerzahl 521.875 (Stand: Zensus 2020). 1999 zählte Tongjiang 703.070 Einwohner.
Die Stätte des ehemaligen Hauptquartiers der Vierten Frontarmee der Roten Armee (Hongsi-Fangmianjun Zongzhihuibu jiuzhi), die Tausend-Buddha-Felshöhlen von Tongjiang (Tongjiang Qianfo yanshiku) aus der Zeit der Tang-Dynastie und die Steininschriften-Slogans der Roten Armee in Tongjiang (1933–1934) (Tongjiang Hongjun shike biaoyu qun) stehen auf der Liste der Denkmäler der Volksrepublik China.